# 蒂克斯伯里战役
蒂克斯伯里战役是英格兰玫瑰战争期间的1471年5月4日发生在英格兰格洛斯特郡的蒂克斯伯里的一场战役。兰开斯特军由亨利六世的王后安茹的玛格丽特和威尔士亲王威斯敏斯特的爱德华及其盟友索默塞特公爵埃德蒙·博福特等率领，约克军由爱德华四世和其弟格洛斯特公爵理查（后来的理查三世）率领。双方军队人数和阵亡人数不明。
约克军在炮兵方面占优势，索默塞特也没能防住格洛斯特对其侧翼的袭击，狡猾的爱德华四世还安排了约200人的枪骑兵袭击兰开斯特军的后方。撤退的兰开斯特军陷入恐惧。在一处被称为“血腥草地”的战场，索默塞特的半数军队被杀，一些人逃往附近的蒂克斯伯里修道院。
威尔士亲王在一处森林附近被爱德华四世的另一个弟弟克拉伦斯公爵乔治发现，他当即被处決。很快，包括索默塞特在内的所有兰开斯特将领都遭到就地正法，玛格丽特王后和威尔士亲王的遗孀安妮·内维尔被俘。兰开斯特王朝被彻底推翻，约克军队取得了决定性的胜利。这场胜利也使玫瑰战争暂告一段落。
数日后，亨利六世在伦敦塔驾崩，一说死于得知战败和独子阵亡导致的忧郁，一说是被爱德华四世下令谋杀。